# Războiul celei de-a Treia Coaliții
Războiul celei de-a Treia Coaliții a fost un conflict militar din cadrul Războaielor napoleoniene, care a opus Regatul Unit, Imperiul Austriac și Imperiul Rus, pe de o parte, Franței și aliaților săi. Conflagrația s-a derulat între 11 aprilie și 26 decembrie 1805, cuprinzând operațiuni militare pe mai multe teatre de operațiuni (teatrul principal fiind cel din Germania centrală și Austria, la nord de Alpi), dar și bătălii navale, cum au fost cele de la Capul Finisterre și de la Trafalgar.

## Contextul istoric
Aproape întreaga Europă a fost implicată în Războaiele revoluționare franceze, începând cu anul 1792. Prima coaliție europeană organizată împotriva Republicii Franceze a fost înfrântă în 1797. O a doua coaliție a fost formată în 1798, dar și aceasta a fost învinsă în 1801, lăsând Regatul Unit al Marii Britanii ca singur oponent al Republicii Franceze (care avea acum Consulatul ca formă de guvernare).

Marea Britanie a continuat războiul naval. O coaliție a statelor neutre ce includea Prusia, Rusia, Danemarca și Suedia a intervenit pentru a proteja transporturile navale neutre împotriva blocadei britanice. Flota britanică a repurtat însă o victorie decisivă prin atacul surpriză condus de Nelson împotriva flotei daneze din portul Copenhaga.
Totuși, în 1802, Regatul Unit, rămas fără aliați, a fost nevoit să semneze tratatul de pace de la Amiens, sfârșind astfel războiul și recunoscând cuceririle franceze. A fost un scurt răgaz de pace, până când s-a format o nouă coaliție (a treia) împotriva Franței și norii războiului s-au adunat iarăși deasupra Europei.

### Eșecul tratatului de la Amiens
Tratatul de la Amiens, semnat la 25 martie 1802 între Franța și Regatul Unit, a marcat sfârșitul Războiului celei de-a Doua Coaliții și a dus la o pace temporară între cele două puteri. Tratatul era însă greu de respectat din start, nu mulțumea nicio parte, și ambele puteri semnatare au început să-l încalce curând. Prin acel tratat, nu fusese luată în considerare dimensiunea economică și, profitând de aceasta, Franța a continuat politica sa economică protecționistă, blocând accesul britanic pe piețele industriale și agricole europene. 
Mediile de afaceri britanice, care sperau ca pacea să fie urmată și de un în tratat comercial care să le permită să-și reia activitatea pe continent, au fost rapid deziluzionate. Pe de altă parte, guvernul de la Londra nu putea să admită prezența unei puteri străine în zona de vărsare a Rinului în Marea Nordului, considerând că Franța exagerase în această privință. În plus, Malta nu fusese încă evacuată, contrar dispozițiilor din tratatul de la Amiens, ceea ce a stârnit mari nemulțumiri la Paris.

### Conflictul franco-britanic
Napoleon, crezând că englezii nu se vor mai angaja într-un nou război, și-a continuat planurile expansioniste pentru a obține hegemonia în Europa, Astfel, el a anexat Piemontul (ofensându-l prin aceasta pe țarul Rusiei, care era protectorul Regatului Sardiniei). Mai mult, cantoanele elvețiene au cerut primului-consul Napoleon Bonaparte să medieze în afacerile lor interne, ceea ce l-a neliniștit profund pe împăratul austriac Francisc I . În continuare, Franța a refuzat să își retragă trupele din Olanda, contrar angajamentului luat prin Pacea de la Campo Formio din 1797.
În anul 1803 Napoleon a cerut Regatului Unit (pe un ton violent) evacuarea imediată a Maltei. Guvernul britanic, condus de Henry Addington în acea perioadă, a răspuns printr-un ultimatum: Malta să mai rămână sub ocupație britanică încă 10 ani, iar francezii să evacueze imediat Olanda. 
Ultimatumul britanic rămase însă fără răspuns, situație în care ambasadorul Regatului Unit părăsi Parisul. Napoleon Bonaparte acceptă in extremis cererile britanic pentru Malta, la 13 mai 1803, în schimbul dreptului de a ocupa Taranto și Otranto în Italia. Acest gest în favoarea menținerii păcii s-a dovedit a fi însă ineficient.
Primul consul consideră că războiul este inevitabil în această situație. Lipsa de bani și eșecul expediției navale din Santo Domingo, l-au făcut să vândă Louisiana Statelor Unite ale Americii, renunțând astfel la planurile sale de extindere a coloniilor franceze.

## Constituirea coaliției
În decembrie 1804, un acord anglo-suedez, care a permis britanicilor de a utiliza Pomerania suedeză ca bază militară împotriva Franței, în schimbul unei plăți, a dus la crearea celei de-a treia Coaliții. Guvernul suedez a rupt relațiile diplomatice cu Franța, după executarea lui Louis Antoine, Duce de Enghien. Primul ministru britanic William Pitt cel Tânăr a dus între 1804 și 1805 o activitate diplomatică asiduă, orientată spre formarea unei noi coaliții împotriva Franței. Suspiciunile reciproce ruso-britanice au scăzut în fața mai multor greșeli politice franceze și, până în aprilie 1805, cele două puteri au semnat un tratat de alianță. Marea Baltică era dominată de Rusia, iar pentru Marea Britanie era important ca Rusia să furnizeze în continuare produsele sale valoroase, ca lemn, gudron și cânepă, bunuri cruciale pentru Royal Navy (flota militară britanică). Faptul că Marea Britanie sprijinise Imperiul Otoman împotriva incursiunilor rusești spre Marea Mediterană, a fost trecut cu vederea. Dornică  de răzbunare,  după ce fusese învinsă  de două ori, Austria s-a alăturat coaliției câteva luni mai târziu.
Înainte de formarea celei  de-a treia Coaliții, Napoleon constituise o forță de invazie - "Marea Armată" (La Grande Armée) - cu scopul de a lovi direct Anglia, Această forță era cantonată în șase tabere, la Boulogne, în nordul Franței. Deși n-au pus niciodată piciorul pe pământ britanic, trupele lui Napoleon au beneficiat de o instrucție atentă, pentru orice alte posibile operațiuni militare. La început, această armată avea aproximativ 200.000 de oameni, organizați în șapte corpuri de armată (mari unități de infanterie care aveau și aproximativ 36 - 40 tunuri fiecare și erau capabile de acțiuni independente). Pe lângă aceste forțe, Napoleon a creat o rezervă de cavalerie de 22.000 de oameni, organizată în două divizii de cavalerie, patru divizii de jandarmi călare și două divizii de dragoni (cavalerie ușoară), toate sprijinite de divizioane de artilerie. În 1805, Marea Armată a crescut la o forță de 350.000 de oameni, a fost bine echipată, bine instruită și poseda un corp de ofițeri competenți și experimentați.
Pentru a preveni debarcarea trupelor franceze, Regatul Unit a accelerat preparativele pentru a reconstrui o nouă coaliție împotriva Franței; la data de 11 aprilie 1805 a fost semnat tratatul de la Sankt-Petersburg, prin care Rusia se alia cu Regatul Unit. Scopurile declarate al celor două puteri erau: eliberarea Hanovrei, independența Olandei și a Elveției, restaurarea regelui Sardiniei în Piemont, evacuarea în întregime a peninsulei italice de către trupele franceze și, astfel, încercuirea Franței cu o serie de state relativ puternice. Regatul Unit se angaja să plătească 1,25 milioane de lire sterline pe an pentru menținerea pe picior de război a 100.000 de soldați ruși. 
Regatul Unit a insistat de asemenea pentru aderarea la coaliție a Austriei, fără de care alianța cu Rusia ar fi fost prea puțin utilă. La început Austria a fost totuși reticentă, dar crearea Regatului Italiei, satelit al imperiului francez, și anexarea Republicii Liguria de către același imperiu a schimbat total situația politică, astfel încât la 11 iunie 1805 Austria s-a alăturat și ea coaliției, primind subvenții britanice. De asemenea și Suedia s-a alăturat coaliției.
În această situație, atragerea Prusiei a devine obiectul unei aprige lupte diplomatice între Franța și Rusia. Franța încercase încă din 1802 să aducă Prusia în sistemul ei de alianțe. În august 1805 francezii au sugerat chiar cedarea Hanovrei către Prusia, dar Rusia nu a rămas inactivă și a găsit sprijinul Reginei Louise. În cele din urmă, Prusia și-a afirmat neutralitatea. Napoleon putea conta doar pe alianța cu Bavaria, semnată la 24 august 1805. În septembrie 1805, Baden și Württemberg, ale căror teritorii erau deja străbătute de Marea Armată, s-au aliat și ele cu Franța.

## Războiul naval
Când  cea de-a treia Coaliței a declarat război Franței, după pacea de scurtă durată de la Amiens, prima intenție a lui Napoleon a fost să invadeze Marea Britanie, scop pentru care constituise deja forța de invazie - "Marea Armată" (La Grande Armée) - în taberele de la Boulogne.  
Pentru a reuși, francezii trebuiau să se asigure că Royal Navy (flota militară britanică) va fi în imposibilitate de a împiedica flota franceză de invazie, miza fiind controlul Canalului Mânecii. Principalele forțe ale flotei franceze erau ancorate în porturile Brest, în Bretania, și Toulon, pe coasta mediteraneană. Escadre mai mici erau și în alte porturi de pe coasta franceză a Atlanticului. Spania, aliata Franței în acel moment, punea la dispoziție flota sa militară, cantonată în porturile Cádiz și Ferrol.
Flota britanică beneficia de un corp  de ofițeri bine instruiți și cu o bogată experiență navală. Prin contrast, cei mai buni ofițeri din marina franceză au fost fie executați, fie concediați din serviciu, în prima perioadă a Revoluției Franceze. Ca rezultat, singurul ofițer superior disponibil pentru comanda flotei mediteraneene franceze a fost vice-amiralul Pierre-Charles Villeneuve. Acesta, probabil încă marcat după înfrângerea sa în Bătălia  Nilului în fața lui Nelson, a arătat o lipsă  de entuziasm pentru planurile lui Napoleon și s-a dovedit a fi excesiv de prudent din punct de vedere tactic.
Planul lui Napoleon era ca cele două flote, franceză și spaniolă, din Mediterana să străpungă blocada și să se îndrepte spre Brest, iar apoi, împreună cu flota franceză din Brest, să oprească în Canalul Mânecii navele flotei britanice, asigurând astfel o traversare sigură pentru navele de transport ale forței de invazie. Pe hârtie, planul părea perfect, dar a dovedit lipsa de cunoștințe a lui Napoleon despre războiul naval și sfaturile proaste ale unor ofițeri incompetenți; toate acestea au dus în final la o înfrângere care a marcat pentru o lungă perioadă flota franceză.
Pentru a câștiga superioritatea navală în Canalul Mânecii, sau cel puțin pentru a îndepărta flota britanică din acea zonă, fusese pus la punct și un plan complex de atragere a britanicilor departe de Canalul Mânecii, prin amenințarea posesiunilor engleze din Indiile de Vest; acest plan a eșuat însă atunci când flota franco-spaniolă condusă de amiralul Villeneuve nu a reușit să obțină rezultate mulțumitoare în timpul bătăliei de la Capul Finisterre, desfășurată pe 22 iulie 1805. Escadrele din Brest și Rochefort au eșuat în încercarea lor de a face joncțiunea cu flota principală a lui Villeneuve, iar aceasta s-a întâlnit pe neașteptate cu o escadră britanică în largul Capului Finisterre. Bătălia respectivă (rămasă în istorie și sub numele "la bataille des Quinze-Vingt", pentru că s-au înfruntat 20 de nave franco-spaniole cu 15 nave britanice) s-a terminat indecis din punct de vedere tactic, dar din punct de vedere strategic englezii au ieșit în avantaj, deoarece flota lor nu a putut fi îndepărtată de zona Canalului Mânecii.
Ulterior, flota britanică l-a blocat pe Villeneuve în portul Cádiz, unde acesta a preferat să stea într-o relativă inactivitate, cu toate mesajele imperative de la Napoleon, prin care acesta îi cerea să treacă la acțiune. În sfârșit, flota franco-spaniolă a ieșit în larg pe 19 octombrie 1805, îndreptându-se spre Neapole, dar flota britanică, la comanda căreia se afla amiralul Horatio Nelson, a interceptat-o și a învins-o în bătălia de la Capul Trafalgar, pe 21 octombrie. În această luptă, amiralul Nelson și-a pierdut viața, fiind ucis de un trăgător de elită francez, dar Regatul Unit a câștigat o victorie navală decisivă, care a rămas în analele marinei militare.
Pierderea acestei bătălii navale a însemnat practic pentru Franța renunțarea la pretențiile de a câștiga dominația asupra apelor teritoriale din prejma Europei. Napoleon a fost nevoit să renunțe la planurile de invazie a Marii Britanii, concentrându-se asupra războiului terestru dus împotriva Austriei și Rusiei.